# Ilion/Olimp

Coperta primului roman al seriei

Ilion/Olimp este un ciclu science fiction al scriitorului Dan Simmons. Evenimentele din ciclu sunt puse în mișcare de ființe care au preluat rolurile zeilor eleni. La fel ca seria anterioară a lui Simmons, Hyperion Cantos, este o formă de "science fiction literar" bazat pe intertextualitate - în cazul de față Homer și Shakespeare, plus referiri periodice la În căutarea timpului pierdut a lui Marcel Proust și Ada sau Ardoarea: O cronică de familie a lui Vladimir Nabokov.
La fel ca majoritatea operelor sale science fiction și, în particular, unul dintre romanele sale anterioare, câștigătorul premiului Hugo Hyperion, Ilion demonstrează că Simmons scrie în tradiția soft science fiction, la fel ca Ray Bradbury și Ursula K. Le Guin. Ilion se bazează pe o abordare literară similară majorității operelor lui Bradbury, dar descrie segmente sociale mai mari și evenimente istorice mai vaste. La fel ca Ciclul Hainish al lui Le Guin, Simmons își plasează acțiunea Ilionului într-un univers vast și complex creat cu elemente tehnologice și științifice relativ plauzibile. Totuși, Ilion diferă de oricare dintre operele lui Bradbury și Le Guin prin explorarea a viitorului foarte îndepărtat al omenirii, precum și tema post-oamenilor asociată ei. Este una dintre operele recente care tratează în mod specific noțiunea de singularitate tehnologică în care schimbările tehnologice încep să depășească capacitatea omenirii actuale de le prezice sau înțelege. Prima carte a ciclului, Ilion, a primit premiul Locus pentru "Cel mai bun roman science fiction" în 2004.

## Acțiunea seriei
Seria se concentrează pe trei grupuri de personaje principale: scoliastul Hockenberry, Elena și războinicii greci și troieni din Iliada; Daeman, Harman, Ada și ceilalți oameni de pe Pământ; moravecii, în special europanul Mahnmut și Orphu de pe Io. Romanele sunt scrise la persoana întâi, timpul prezent, atunci când tratează personajul Hockenberry, dar folosesc persoana a treia, timpul trecut, în celelalte cazuri. La fel ca și în cazul lui Hyperion, în care poveștile personajelor sunt expuse pe parcursul romanului, evenimentele actuale servind drept cadru, poveștile celor trei grupuri de personaje sunt relatate where the characters' stories are told over the course of the novels and the actual events serve de-a lungul romanelor, ele convergând doar la sfârșit.

## Personajele dinIlion/Olimp

### Oamenii de stil-vechi
Oamenii "de stil-vechi" de pe Pământ sunt, după cum se spune inițial, în număr de un milion. În realitate, numărul lor este mult mai mic, în jur de 300.000, deoarece fiecărei femei îi este permis să aibă doar un copil. ADN-ul încorporează genetica fluturelui de noapte, care permite stocarea spermei și alegerea tatălui după ce au trecut ani de zile de la actul sexual. Această metodă de reproducere face ca mulți copii să nu-și cunoască tatăl și, de asemenea, duce la încălcarea tabu-ului incest-ului, deoarece firmeria, care controlează fertilizarea, are grijă să nu se nască un copil conceput de rude. Oamenii de stil-vechi nu par niciodată mai bătrâni de 40 de ani, deoarece la fiecare douăzeci de ani sunt întineriți din punct de vedere fizic.
- Ada - proprietara Ardis Hall-ului și iubita lui Harman. Abia a trecut de primul ei Douăzeci. Îl găzduiește pe Odiseu/Nimeni pe perioada sejurului său pe Pământ.
- Daeman - un bărbat dolofan care se apropie de al doilea Douăzeci. Este un cuceritor de femei și un lepidopterist, fiind îngrozit de dinozauri. La începutul Ilionului este dolofan, imatur și vrea să facă sex cu verișoara lui, Ada (pe care a văzut-o goală pe când era adolescentă), dar la sfârșitul poveștii devine un conducător matur, puternic. Mama lui se numește Marina.
- Hannah - prietena mai tânără a Adei. Este inventatoare și artistă și se îndrăgostește de Odiseu.
- Harman - iubitul Adei. Are 99 de ani și e singurul om capabil să citească, în afara Saviei.
- Savi - Evreica Rătăcitoare, singurul om de stil vechi care nu a fost cuprins în faxarea finală din urmă cu 1.400 de ani. A supraviețuit petrecându-și majoritatea anilor în crio-nișe și trezindu-se doar pentru câteva luni la fiecare deceniu.

### Moravecii
Numiți după robotician-ul Hans Moravec, sunt organisme biomecanice autonome, inteligente și evolutive, care trăiesc pe sateliții lui Jupiter. Au fost răspândiți în Sistemul Solar de către oameni în Epoca Pierdută. Majoritatea moravecilor se consideră umaniști și studiază cultura Epocii Pierdute, incluzând aici literatura, programele de televiziune și fimlele.
- Mahnmut de pe Europa - explorator al oceanelor Europei, cu submersibilul Doamna Brună, erudit amator shakespearian.
- Orphu de pe Io - un moravec blindat în vârstă de 1.200 de ani, având aspectul unui crab de opt tone și șase metri lungime, care lucrează în torul de sulf de pe Io și este un fan entuziast al lui Proust.
- rocvecii - un subgrup de moraveci, rocvecii trăiesc în Centura de asteroizi fiind mai bine adaptați decât moravecii pentru luptă și medii ostile.

### Scoliaștii
Savanții morți din secolele anterioare sunt reconstruiți de zeii olimpieni pe baza ADN-ului lor. Datoria lor este de a observa Războiul troian și de a raporta orice discrepanțe care apar între el și Iliada lui Homer.
- Dr. Keith Nightenhelser - prietenul mai vârstnic al lui Hockenberry (Nightenhelser a fost colegul de cameră al lui Simmons la Wabash College și este, la ora actuală, profesor la DePauw University.)
- Dr. Thomas Hockenberry - doctorand în studii clasice și erudit în opera lui Homer. Mort de cancer, a fost readus la viață de zeii olimpieni ca scoliast. Amant al Elenei din Troia.

### Alte personaje
- Aheii și troienii - eroii și personajele secundare sunt preluate din epopeea lui Homer, precum și din operele lui Vergilius, Proclus, Pindar, Eschil, Euripide și din mitologia greacă clasică.
- Ariel - un personaj din Furtuna și avatarul biosferei evoluate, conștiente de sine. Folosind bucle din părul lui Harman, al lui Daeman și din cel propriu, Savi face un pact cu Ariel, pentru a trece de calibani fără a fi atacați.
- Caliban - un monstru, fiul lui Sycorax și servitor al lui Prospero, pe care un critic îl descrie ca "o încrucișare între Gollum și creatura xenomorfă din Alien.[2] El este clonat pentru a fi creați calibanii. El folosește un limbaj ciudat, multe dintre textele sale fiind preluate din monologul dramatic "Caliban pe Setebos" de Robert Browning. Simmons alege să nu îl prezinte pe Caliban așa cum o fac interpretările curente, ca "sufletul nativ nobil dar oprimat încovoiat sub jugul capitalismului-colonialismului-imperialismului", ci ca pe o "umbră slabă, palidă, corectă din punct de vedere politic a monstruozității alunecoase care făcea audiența să se cutremure în zilele lui Shakespeare... Shakespeare și spectatorii săi au înțeles că acest Caliban era un monstru — un monstru de-a dreptul monstruos, pregătit să o violeze și să o lase gravidă pe fiica iubită a lui Prospero la cea mai mică ocazie." [3]
- Odiseu - Odiseu după Odiseea sa, cu zece ani mai bătrân decât cel care lupta în Războiul troian. În Olimp, el își ia numele de Nimeni, ceea ce reprezintă o aluzie la modul în care i s-a prezentat ciclopului Polifem (în greacă, outis (ουτις), înseamnă "nimeni".
- Zeii olimpieni - foști post-oameni transformați în zei folosind tehnologia lui Prospero. Ei nu își amintesc știița care stă în spatele tehnologiei lor, în afară de Zeus și Hefaistos, și sunt descriși ca fiind atât pre-literați cât și post-literați, motiv pentru care apelează la serviciile lui Thomas Hockenberry și a altor scoliaști. Ei trăiesc pe Olympus Mons de pe Marte și folosesc teleportarea cuantică pentru a re-crea Troia pe un Pământ paralel. Deși evenimentele Războiului troian sunt re-create ținând cont de Iliada lui Homer, singurii care îi cunosc desfășurarea sunt scoliaștii și Zeus, acesta din urmă interzicându-le celorlalți zei să o afle.
- Post-oamenii - foști oameni care s-au ridicat dincolo de limitele normale ale omenirii, trăind în inelele orbitale din jurul Pământului, până când Prospero i-a transformat pe unii dintre ei în zei olimpieni, ceilalți fiind măcelăriți de Caliban. Nu au nevoie de corpuri, dar când iau formă umană folosesc doar înfățișarea feminină.
- Prospero - un personaj din Furtuna, avatar al logosfereipost-Internet conștiente de sine, fiind o aluzie la ideea de noosferă a lui Vladimir Vernadsky.
- Setebos - zeul lui Sycorax și Caliban. Zeul este descris ca având "multe brațe, ca sepia", o aluzie la "Caliban pe Setebos" de Robert Browning. Prospero îl descrie ca pe un zeu arbitrar cu o putere uriașă, un zeu al evenimentelor din 11 septembrie sau al Auschwitz-ului.
- Sycorax - o vrăjitoare, mama lui Caliban, cunoscută și ca Circe, Demyx sau Calypso.
- Tăcerea - o entitate necunoscută (posibil un zeu, conform spuselor lui Demogorgon și Prospero) despre care se spune că se poate reîncarna în diferite forme în întreg universul. Este nemesisul lui Setebos, dând naștere unui fel de imagine Dumnezeu-împotriva-Diavolului, cu Setebos ca antagonist, iar Prospero și Ariel, slujitorii Tăcerii, ca protagoniști.
- Zekii: Omuleții verzi de pe Marte. Sunt forme de viață bazate pe clorofilă, provenind de pe Pământul din universul paralel. Numele lor derivă de la un termen argotic legat de cuvântul rusesc șarașka, care reprezintă un institut științific sau tehnic în care lucrează prizonieri. Prizonierii acestor lagăre de muncă sovietice erau numiți zeki.[4]

## Știința dinIlion/Olimp
Deoarece mare parte a acțiunii cuprinde ficțiuni cu zei și vrăjitori, Simmons trece aceste lucruri prin filtrul rațiunii, folosind tehnologia și știința viitorului îndepărtat:
- Teoria coardelor - transportul interdimensional este realizat prin intermediul găurilor Brane.
- Nanotehnologia - îi face pe zei nemuritori și puternici și le furnizează unora dintre oameni multe dintre funcțiile cibernetice pe care le au.
- Aluzii la ideea de noosferă a lui Vladimir Vernadsky, folosite pentru a explica originea entităților puternice Ariel și Prospero, primul luând naștere dintr-o rețea de mașini de calcul, celălalt fiind derivatul logosferei post-Internet.
- Teoria cuantică și Gravitația cuantică sunt folosite pentru a explica o serie de lucruri, de la nemurirea lui Ahile (mama sa, Thetys, a stabilit probabilitatea cuantică a morții lui la zero pentru orice alte evenimente în afara lovirii de către săgeata lui Paris) la teleportare și schimbarea formei.
- ARNiști care folosesc tehnici de recombinare a ADN-ului pentru a readuce la viață animale preistorice și oameni morți de multă vreme.
- Solipsismul panteistic este folosit pentru a explica modul în care personajele 'mitologice' au pătruns în lumea 'reală'.

### Arme
- Oamenii de stil-vechi - au uitat aproape totul, fiind capabili să construiască doar arbalete și să folosească puștile cu fleșete furate din magazii.
- Zeii - tasere, câmpuri energetice și sulițe de titan.
- Moravecii - arme de distrugere în masă, incluzând armamentul navelor spațiale și rachete kinetice.

## Diverse
Termenii următori sunt prezenți în Ilion și au legături cu știința, tehnologia și istoria fictivă:
- ARNiști - prescurtare de la "artiști care recombină ARN-ul", ei readuc la viață animale preistorice și oameni morți cu mult timp în urmă. Simmons a împrumutat termenul din seria sa Hyperion Cantos.
- Inel-e - prescurtare de la "inel ecuatorial", este o lume inelară construită și ocupată de post-oameni înainte să ajungă acolo Caliban și Prospero și să fie omorâți de primul.
- Noduri-fax - similar dispozitivelor de teleportare din Star Trek, sistemul de noduri-fax preia un organism viu, îi scanează structura, îl descompune în atomi și asamblează o copie a sa în nodul fax de destinație. Această copie este un facsimil, sau fax, al originalului.
- Faxarea finală - pentru a supraviețui Rubiconului, cei 9.113 evrei din vremea lui Savi sunt suspendați într-o undă de faxare de Prospero și Ariel, cu promisiunea de a fi eliberați odată ce cei doi pun ordine în situația de pe Pământ.
- Firmeria - prescurtare de la "infirmerie", este o cameră pe inelul-e în care sunt faxați oamenii de pe Pământ la fiecare Douăzeci (a douăzecea aniversare), sau pentru a fi vindecați dacă au fost răniți sau uciși. Dacă au fost uciși, firmeria îndepărtează amintirea morții, pentru a diminua impactul psihologic al evenimentului.
- Califatul Global - un imperiu care, printre altele, vrea să distrugă evreii de pe Pământ. În acest scop, a lansat virusul Rubicon și a programat voynicșii să ucidă orice evreu care ar scăpa infectării.
- Teoria cuantică și gravitația cuantică - folosite pentru a explica nemurirea lui Ahile, teleportarea și schimbarea formei.
- Virusul Rubicon - creat de Califatul Global și lansat pe Pământ pentru a ucide toți evreii. Efectul său secundar a fost uciderea a unsprezece miliarde de oameni (nouăzeci și șapte la sută din populația lumii), până când savanții israelieni au descoperit un antidot, modificând ADN-ul propriei populații, dar fără a mai avea timpul necesar pentru a salva restul omenirii.[5]
- Țesătura turin - o țesătură folosită de oamenii de pe Pământ. Pusă pe ochi, permite vizualizarea evenimentelor Războiului troian, despre care oamenii cred că este o dramă creată pentru divertismentul lor.
- Voynicșii - numiți după Manuscrisul lui Voynich, voynicșii sunt roboți biomecanici auto-replicanți programabili. Originea lor este într-un univers alternativ, fiind aduși în universul Ilionului înaintea anului 3000 A.D. Califatul Global a reușit să capete controlul asupra acestor proto-voynicși și, după ce a replicat trei milioane, a învins Noua Uniune Europeană în jurul anului 3000 A.D. În anul 3200 A.D., Califatul Global a îmbunătățit voynicșii, programându-i să omoare evrei. Folosind tehnologia călătoriei în timp obținută de la francezi (folosită anterior pentru investigarea Manuscrisului lui Voynich, lucru care a dus la distrugerea Parisului), Califatul Global a trimiși voynicșii înainte în timp, către anul 4600 A.D. La sosire, au început să se replice rapid în Bazinul Mediteranean. Deoarece operațiunilor post-oamenilor de acolo erau amenințate, Prospero și Sycorax au creat calibanii pentru a-i păzi de voynicși și, în cele din urmă, Prospero i-a reprogramat pentru a deveni inactivi. După faxarea finală, au fost reprogramați pentru a servi noilor oameni de stil-vechi.

## Influențe literare și culturale
De-a lungul romanelor ciclului Ilion/Olimp, Simmons face referire la figuri istorice, personaje fictive și opere, printre care se numără Christopher Marlowe, romanul Dracula al lui Bram Stoker, Platon, Gollum, personajul Pluto al lui Disney, Samuel Beckett și poezia "A doua venire" a lui William Butler Yeats. În afară de referințele la aceste opere, el a folosit din plin și altele, șlefuindu-și romanele în conformitate cu exemplele alese, cum ar fi modul în care evenimentele din 11 septembrie au afectat Pământul și națiunile sale.
Din punct de vedere tematic, Ilion/Olimp a fost influențat de extropianism, fiind populat de post-oamenii din viitorul îndepărtat. Astfel, continuă munca de explorare începută de H. G. Wells cu Mașina timpului, operă la care se face de asemenea referire pe parcursul ciclului. Una dintre cele mai remarcabile referințe este aceea în care bătrâna Savi îi numește pe oamenii Pământului eloi, folosind termenul pentru a-și exprima dezgustul față de societatea lor mulțumită de sine, lipsită de cultură și ignorantă în ceea ce privește propriul trecut.
Ilion/Olimp include și aluzii la opera lui Vladimir Nabokov. Cea mai evidentă dintre ele o constituie folosirea numelui Ada și a locuinței ei de la Ardis Hall, precum și a numelor Daeman și Marina, toate împrumutate din Ada sau Ardoarea: O cronică de familie. Societatea în care trăiesc post-oamenii seamănă cu cea din secolul al XIX-lea, caracterizată prin absența reprimării și a moralei creștine, exemplificate de intenția lui Daemon de a-și seduce verișoara. Simmons face referire și la atașamentul lui Nabokov pentru fluturi, prin genetica fluturilor încorporată oamenilor de stil-vechi și entuziasmul lui Daeman ca lepidopterist.
Mahnmut de pe Europa apare în primul capitol ca un erudit în Shakespeare, analizând Sonetul 116 și trimițându-i-l lui Orphu de pe Io. Aici începe influența lui Shakespeare asupra ciclului Ilion/Olymp. Submersibilul lui Mahnmut poartă numele Doamna Brună, o aluzie la un personaj din Sonetele lui Shakespeare. Furtuna este de asemenea prezentă prin intermediul personajelor Prospero, Ariel și Caliban. Se fac referiri și la alte opere și personaje ale lui Shakespeare, cum ar fi Falstaff, Henric al IV-lea, Partea I și Cum vă place. Chiar Shakespeare în persoană își face apariția într-un vis al lui Mahnmut, citând din Sonetul 31.
Investigarea amintirilor, tipică pentru Proust, are de asemenea un rol important în creionarea romanelor, ceea ce explică opțiunea lui Simmons pentru Ada sau Ardoarea: O cronică de familie în dauna altor opere mai ușor de înțeles ale lui Nabokov, cum ar fi Foc palid. Ada sau Ardoarrea a folosit o structură care să sugereze o persoană ca își propriile amintiri, subiect explorat de Proust în opera sa În căutarea timpului pierdut. Orphu de pe Io este mai interesat de Proust decât de Shakespeare, deoarece îl consideră pe primul "poate ultimul explorator al timpului, amintirilor și percepției".
Reprezentarea lui Odiseu vorbindu-le oamenilor de stil-vechi la Ardis Hall amintește de biblicul Iisus învățându-și discipolii. Unul dintre ascultători chiar i se adresează lui Odiseu cu "Învățătorule", așa cum Iisus era apelat cu "Rabbi", termen care înseamnă "învățător".

## Ecranizare
În ianuarie 2004 s-a anunțat că scenariul scris de Simmons pornind de la ciclul Ilion/Olimp va fi transpus în film de către Digital Domain și Barnet Bain Films, Simmons fiind producător executiv.

## Premii și recunoaștere
Ilion - câștigător al premiului Locus, nominalizat la premiul Hugo, 2004
Olimp - lista scurtă de nominalizări la premiul Locus, 2006